# ريكاردو كابانيما
ريكاردو كابانيما (بالبرتغالية: Ricardo Capanema) (19 سبتمبر 1931 – 10 مايو 1998) هو سبّاح برازيلي راحل، مثّل بلاده في الألعاب الأولمبية الصيفية 1952.

## روابط خارجية
ريكاردو كابانيما على موقع الاتحاد الدولي للسباحة (الإنجليزية)
- ريكاردو كابانيما على موقع أوليمبيديا (الإنجليزية)